# 1185

## Narození
- 2. března – Angel Jeruzalémský, palestinský katolický kněz, mučedník a světec († 5. května 1225)
- 23. dubna – Alfons II. Portugalský, portugalský král († 25. března 1223)
- ? – Gertruda Meranská, uherská královna († 28. září 1213)
- ? – Inge II. Norský, norský král († 23. dubna 1217)
- ? – Michal Černigovský, ruský kníže z rodu Rurikovců († 20. září 1246)
- ? – Raimond Roger Trencavel, vikomt z Béziers, Albi, Carcassonne a Razès († 10. listopadu 1209)

## Úmrtí
- 16. března – Balduin IV., jeruzalémský král (* 1161)
- 31. března – Beatrix z Rethelu, sicilská královna jako manželka Rogera II. (* asi 1130)
- 12. září – Andronikos I. Komnenos, císař byzantské říše (* mezi 1118 a 1122)
- 25. listopadu – Lucius III., papež (* 1097)
- 6. prosince – Alfons I. Dobyvatel, portugalský král (*cca 1107)
- ? – Ibn Tufajl, arabský filosof, spisovatel, lékař a dvorský úředník (* cca 1105)
- ? – Taira Tomomori, japonský samuraj (* 1152)

## Hlavy států
- České knížectví – Bedřich
- Markrabství moravské – Konrád II. Ota
- Svatá říše římská – Fridrich I. Barbarossa
- Papež – Lucius III. (do 25. listopadu), Urban III. (od 1. prosince )
- Anglické království – Jindřich II. Plantagenet
- Francouzské království – Filip II. August
- Polské knížectví – Kazimír II. Spravedlivý
- Uherské království – Béla III.
- Sicilské království – Vilém II. Dobrý
- Kastilské království – Alfonso VIII. Kastilský
- Rakouské vévodství – Leopold V. Babenberský
- Skotské království – Vilém Lev
- Byzantská říše – Andronikos I. Komnenos – Izák II. Angelos